# Ewes

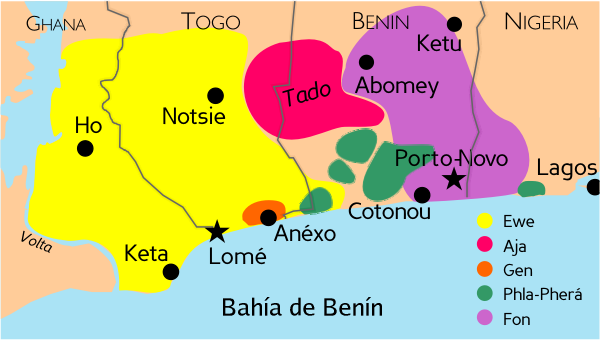
En groc, el territori tradicional dels ewe

Els ewes són un poble del sud de Ghana (el 13% de la població), la meitat sud de Togo i una petita part de Benín. Parlen la llengua ewe i es relacionen amb els parlants de les llengües gbe i fon, i els aja de Togo i el Benín. Arribaren a l'actual territori des de l'est; la seva terra original es trobava a Oyo, a la Nigèria Oriental.
Els ewes són essencialment un poble patrilineal, el fundador de la comunitat esdevingué el cap i és succeït pels descendents per via paterna. La religió ewe és organitzada al voltant de la divinitat creadora Mawu.

## Ewes a Ghana
Segons el cens de 2010 a Ghana hi viuen 3.323.072 ewes. D'aquests, 1.482.180 viuen a la regió Volta, 775.332 viuen a la regió del Gran Accra, 486.136 viuen a la regió Oriental, 175.456 viuen a la regió Aixanti, 143.891 ho fan a la regió Occidental, 131.944 a la regió Central, 82.123 a Brong-Ahafo, 40.677 a la regió Septentrional, 2.737 a la regió Superior Occidental i 2.596 a la regió Superior Oriental.